# Takashi Amano
Takashi Amano, född 18 juli 1954 i Niigata, död 4 augusti 2015 i Niigata, var en japansk naturfotograf, designer och akvarist.

## Akvarist
Inom akvaristiken gjorde han sig känd genom sin bok 'Nature Aquarium World' (TFH Publications, 1994). I boken visar han upp sin då banbrytande stil inom aquascaping som går under namnet 'Nature Aquarium'. Rådande ideal vid denna tidpunkt inom akvaristiken var att efterlikna autentiska undervattenslandsakap eller att helt enkelt skapa lummiga och friska undervattensmiljöer. Takashi Amano bröt mot dessa ideal genom att låta sina undervattenslandskap inspireras av naturen ovanför ytan. Takashi Amano medförde även banbrytande tekniker som gjorde dessa skapelser möjliga, t.ex. en teknik som går under namnet 'Estimaitive Index' eller användandet av sötvattensräkan Caridina multidentata som senare uppkallats efter honom (amanoräka). Sedan sin ursprungliga bok har Takashi Amano publicerat ytterligare böcker och varit aktiv inom akvaristikhobbyn som föreläsare, kolumnist, domare och även grundare av företaget Aqua Design Amano (ADA).

## Naturfotograf
Sedan 1975 var Takashi Amano aktiv naturfotograf och han besökte tropiska regnskogar i Amazonas, Borneo, Västafrika och naturligtvis Japan. Takashi Amano tog bilder med  storformatskamera.

## Utställningar
| År   | Titel                                              | Plats                                          | Land   |
| ---- | -------------------------------------------------- | ---------------------------------------------- | ------ |
| 1998 | Urin-Ujou                                          | Fuji Photo Salon, Tokyo                        | Japan  |
| 2004 | Dare mo Shiranai Amazon                            | Niitsu Art Forum, Niigata                      | Japan  |
|      | The Rio Negro                                      | Nizayama Forest Art Museum, Toyama             | Japan  |
| 2006 | The Rio Negro                                      | Nature Info Plaza—Marunouchi Saezurikan, Tokyo | Japan  |
|      | Sozo no Genten Amazon                              | Toki Messe, Niigata                            | Japan  |
|      | Kusatsu-Amazon                                     | Niigata Daiwa, Niigata                         | Japan  |
| 2007 | Sado-From bottom of the Sea to the Pristine Forest | Tokyo Metropolitan Museum of Photography       | Japan  |
|      | Daremo Shiranai Sado                               | Niigata Prefectural Civic Center               | Japan  |
| 2008 | Daremo Shiranai Sado                               | Amusement Sado, Niigata                        | Japan  |
| 2009 | Sado - a Natural Treasure of Japan                 | Qatar Photography Society, Doha                | Qatar  |
| 2009 | Takashi Amano in India for Aquatika 2009           | Nimhans Convention Hall, Bangalore             | Indien |